# Kwiatkowice-Kolonia
Kwiatkowice-Kolonia [pronunciación en polaco: /kfjatkɔˈvit͡sɛ kɔˈlɔɲa/] es un pueblo ubicado en el distrito administrativo de Gmina Wodzierady, dentro del Distrito de Łask, Voivodato de Łódź, en Polonia central. Se encuentra aproximadamente a 4 kilómetros al noroeste de Wodzierady, a 18 kilómetros al norte de Łask, y a 25 kilómetros al oeste de la capital regional Łódź.
El pueblo tiene una población de 150 habitantes.